# Test apercepcji tematycznej Murraya
Test apercepcji tematycznej Murraya (TAT, ang. Thematic Apperception Test) był jednym spośród pierwszych powszechnie używanych projekcyjnych testów psychologicznych. Został stworzony przez Henry'ego Murraya, a następnie rozwijany i popularyzowany przez Silvana Tomkinsa i in. 
W wersji podstawowej test składa się z trzech serii po 10 obrazków. Na obrazkach przedstawione są sceny z życia społecznego, które badany ma szeroko opisać, łącznie z tym czego na obrazkach nie ma a może się domyślić.
W przypadku dorosłych, o przynajmniej przeciętnej inteligencji, pytani są proszeni o opowiedzenie jak najbardziej dramatycznej historii dla każdego z rysunków tak aby zawierała ona:
- co doprowadziło do pokazanej sytuacji,
- co się dzieje w momencie pokazywanym na rysunku,
- co przedstawione osoby czują i myślą,
- co się stanie w przyszłości czyli jak zakończy się ta historia.

Istnieje odmiana testu przeznaczona dla dzieci, w której na obrazkach przedstawione są sytuacje rodzinne lub zwierzęta. Wersję tę stosuje się również w stosunku do osób upośledzonych. 
W przypadku dzieci i osób o ograniczonych możliwościach umysłowych wymagania są mniejsze, w szczególności nie wymaga się opowiadania dramatycznych historii.
Test TAT jest testem projekcyjnym i podobnie jak w teście Rorschacha ocena osoby badanej jest wykonywana na bazie tego co ona wymyśli w odpowiedzi na oglądane obrazy. Badacz stara się zrozumieć na podstawie opowieści osobowość autora historii (z kim identyfikuje się, jak spostrzega innych ludzi, jak ocenia motywy działania itd.), analizuje język osoby badanej oraz fantazje, które wzbudzają poszczególne obrazki. W ten sposób docieka jakie są wartości, postawy, marzenia, cele, cechy osobowości, mechanizmy obronne badanego.Test ten pozwala poznać nieświadome (wyparte) elementy osobowości, motywy, potrzeby, zdolności rozwiązywania problemów osoby badanej.